# Antiotricha cecata
Antiotricha cecata là một loài bướm đêm thuộc phân họ Arctiinae, họ Erebidae.